# Великий Іргиз
Великий Іргиз (Іргиз) — річка в Самарській і Саратовській областях, ліва притока Волги. Довжина — 675 км, сточище — 24 000 км². Середня витрата води в гирлі близько 23 м³/с. Використовується для зрошення. Повінь у березні — квітні (30 днів, 86 % річного стоку). Живлення снігове. Льодостав з листопада по квітень (місцями промерзає до дна), весняний льодохід близько 7 днів. Влітку іноді пересихає. 
На річці 2 великі водосховища: Сулакське (площа водного дзеркала — 20 км², об'єм — 0,115 км³)
 
та Пугачовське. 
Через акваторію Сулакського водосховища проходить траса Саратовського меліораційного каналу
.
Стік зарегульований численними греблями. 
Витоки на відрогах Общего Сирту, тече, сильно меандруючи, по широкій долині серед розораного степу. Впадає у Волгоградське водосховище нижче міста Балаково.
На річці розташоване місто Пугачов, село Пестравка Самарської області.

## Притоки
(відстань від гирла)
- 19 км: Маянга(інші мови)
- 88 км: Малий Кушум(інші мови)
- 128 км: Великий Кушум(інші мови)
- 239 км: Сакма(інші мови)
- 273 км: Толстовка(інші мови)
- 293 км: Клопиха(інші мови)
- 360 км: Рубежка
- 406 км: Камелик(інші мови)
- 425 км: Сестра(інші мови)
- 468 км: Тепловка(інші мови)
- 472 км: Суха Овсянка(інші мови)
- 476 км: Овсянка(інші мови)
- 493 км: Мокра Овсянка(інші мови)
- 528 км: В'язовка
- 567 км: Каралик(інші мови)
- 585 км: Журавлиха(інші мови)
- 590 км: Сухий іргиз
- 600 км: Гусиха
- 614 км: Велика Глушиця(інші мови)
- 632 км: Таловка
- 638 км: Росташі(інші мови)

## У літературі
Башкирська письменниця Хадія Давлетшина здобула премію імені Салавата Юлаєва за роман «Іргиз» (1967, посмертно).